# 比靈斯維爾 (密蘇里州)
比靈斯維爾（英語：Billingsville）是位於美國密蘇里州庫珀縣的非建制地區。

## 歷史
比靈斯維爾的郵局於1871年設立，1875年關閉後又於1890年重啟，最終於1942年停運。

## 地理
比靈斯維爾所處的海拔為高於海平面202米（即663英呎），而該地所採用的時區為UTC-6，即北美中部時區（CST）。同時該地設有夏令時間，為UTC-6調快一小時，即UTC-5（CDT）。